# UFC on Fox: Johnson vs. Dodson
UFC on Fox: Johnson vs. Dodson (también conocido como UFC on Fox 6) fue un evento de artes marciales mixtas celebrado por Ultimate Fighting Championship el 26 de enero de 2013 en el United Center de Chicago, Illinois.

## Historia
El combate entre Erik Koch y Ricardo Lamas, anteriormente enlazado a UFC 155, fue movido a este evento.
Buddy Roberts tenía previsto enfrentarse a Michael Kuiper en el evento. Sin embargo, Roberts fue forzado a retirarse de la pelea por una enfermedad y fue reemplazado por Josh Janousek, quien hacía su debut en la promoción. Sin embargo, días antes del evento, Janousek tuvo que retirarse del combate citando una lesión. Sin tiempo de encontrar un sustituto, la UFC canceló la pelea.
Magnus Cedenblad esperaba enfrentarse a Rafael Natal. No obstante, Cedenblad se vio forzado a retirarse del combate por una lesión y fue sustituido por el debutante en UFC Sean Spencer.

## Resultados
1. ↑  Por el Campeonato de Peso Mosca de UFC.

## Premios extra
Cada peleador recibió un bono de $50,000.
- Pelea de la Noche: Demetrious Johnson vs. John Dodson
- KO de la Noche: Anthony Pettis
- Sumisión de la Noche: Ryan Bader